# Acipenser transmontanus
Acipenser transmontanus је зракоперка из реда Acipenseriformes и породице Acipenseridae. 

## Распрострањење
Ареал врсте је ограничен на мањи број држава. Врста има станиште у Канади и Сједињеним Америчким Државама, на западном ободу континента.

## Станиште
Станишта врсте су мочварна и плавна подручја, речни екосистеми и слатководна подручја. 

## Угроженост
Ова врста је наведена као последња брига, јер има широко распрострањење и честа је врста.